# Garrulaxe d'Austen
Trochalopteron austeni
Espèce
Synonymes
- Garrulax austeni (Godwin-Austen, 1870)[1]

Statut de conservation UICN

 LC  : Préoccupation mineure
Le Garrulaxe d'Austen (Trochalopteron austeni) est une espèce d'oiseaux de la famille des Leiothrichidae. Cet oiseau peuple le Patkai, le massif montagneux formant une frontière naturelle entre la Birmanie et l'Inde.

## Systématique
L'espèce Trochalopteron austeni a été décrite en 1870 par le naturaliste britannique Henry Haversham Godwin-Austen (1834-1923).

## Liste des sous-espèces
Selon la classification de référence du Congrès ornithologique international (version 12.1, 2022) :
- sous-espèce Trochalopteron austeni austeni Godwin-Austen, 1870
- sous-espèce Trochalopteron austeni victoriae (Rippon, 1906)